# Lars Nørgaard Pedersen
Lars Nørgaard Pedersen er en dansk journalist, underviser og forfatter. Han har i en årrække været chef for Berlingskes gravergruppe, men er nu chef for Jyllands-Postens gravergruppe og chef for mediets indholdsstrategi. Han har været i finalefeltet om Cavlingprisen fem gange og er blandt de få journalister, som har modtaget den mest prestigefyldte journalisthæder mere end én gang.

## Uddannelse og undervisning
Lars Nørgaard Pedersen har en BA-grad i Nordisk Sprog og Litteratur fra Aarhus Universitet og blev i 2004 uddannet journalist fra Danmarks Journalisthøjskole og San Francisco State University. Han har været tilknyttet som underviser og gæsteforelæser ved Aarhus Universitet og Danmarks Journalisthøjskole. Han underviser i undersøgende journalistik ved Mediernes Efteruddannelse.

## Karriere og priser
Under journalistuddannelsen modtog Lars Nørgaard Pedersen de studerendes anerkendelse, Kravlingprisen, for at afsløre systematiske straffemetoder på en institution for unge handicappede. Dækningen førte til, at institutionens ledelse fratrådte.
I 2004 blev Lars Nørgaard Pedersen ansat på JP København. I perioden 2008-2010 var han Jyllands-Postens krigsreporter og forsvarsmedarbejder. Han rapporterede fra Afghanistan-krigen og rejste ved den yderste frontlinje med danske soldater. Som forsvarsmedarbejder udløste han blandt andet sagen om Thomas Rathsacks jægerbog. Sagen var stærkt medvirkende til, at både forsvarschef og forsvarsminister valgte at trække sig.
I 2010 modtog han sammen med to JP-kolleger Danmarks mest prestigefyldte journalistpris, Cavlingprisen, for at afdække kritisable forhold for hjemvendte danske krigsveteraner. Med henvisning til artikelserien indførte den daværende VK-regering en omfattende veteranpakke. Efterfølgende sad han i avisens gravergruppe og bidrog blandt andet til det undersøgende projekt "Den Skjulte Magt", som kortlagde pengestrømmene bag politikernes valgkampe.
Lars Nørgaard Pedersen skiftede til Berlingskes gravegruppe i 2012, hvor han i flere år dækkede Skattesagskommissionen om behandlingen af Helle Thorning-Schmidts skattesag. I 2014 fik han The NODA Award (Nordic Data Journalism Award) og i 2015 The Data Journalism Award for det digitale overvågningsprojekt #Sporet. Projektet kortlagde mange tusinde såkaldte metadata på to folketingspolitikere og udstillede, hvor meget metadata kan afsløre om en person.
I 2015 blev han nomineret til Cavlingprisen for Eritrea-sagen. Dækningen betød, at udlændingemyndighederne ændrede asylpraksis. I 2015 blev han chef for Berlingskes gravegruppe og en del af Berlingskes redaktionsledelse.
I 2016 var han nomineret til FUJ-prisen og modtog samme år Cavlingprisen for kvælstofsagen, også omtalt som gyllegate. Artikelserien om regeringens misvisende kvælstofregnskab medførte, at den ansvarlige minister på området måtte trække sig fra posten, og desuden resulterede afsløringen af tilbageholdte dokumenter for Folketinget i en alvorlig næse fra et bredt folketingsflertal. Dækningen betød, at både Folketinget og EU pålagde regeringen at reducere mængden af udledt kvælstof markant. Dele af landbruget var utilfreds med Berlingskes dækning af landbrugspakken.
I 2017 modtog han sammen med Berlingskes gravegruppe Den Lille Publicistpris af Den Danske Publicistklub for over en længere periode at have bedrevet undersøgende journalistik på et ekstraordinært niveau. Komiteen bag Publicistprisen henviste blandt andet til gruppens dækning af sagen om hvidvask i Danske Bank og sagen om de såkaldte kvotekonger, som endte med, at den ansvarlige minister fik usædvanlig hård kritik af Folketinget.
I 2017 blev han redaktionschef på Berlingske.
I 2018 optaget i Kraks Blå Bog.
I 2019 blev han sammen med kolleger fra Berlingske udtaget til finalen om den nordiske datapris NODA Awards for det interaktive projekt Underverden. Projektet adskilte sig fra normale journalistiske projekter ved, at læseren undervejs skulle træffe afgørelser, som påvirkede historiens forløb.
I 2019 blev han sammen med Berlingskes gravegruppe nomineret til FUJ-prisen (Foreningen for Undersøgende Journalistik) i aktualitetskategorien for en undersøgende artikelserie om lederen af partiet Stram Kurs, Rasmus Paludan.
I 2021 modtog han sammen med undersøgende hold fra TV 2 og Berlingske Danmarks Åbenhedspris for dækningen af den såkaldte gældssag i Danske Bank. De to hold af journalister blev nomineret til Foreningen for Undersøgende Journalistiks Graverpris for samme sag.
I 2022 var han og gravergrupperne fra TV 2 og Berlingske blandt de nominerede til Den Danske Publicistklubs Dokumentarpris, også for dækningen af gældssagen.
I 2022 kom det frem, at Lars Nørgaard Pedersen var blandt de journalister, som myndighederne ville have til at vidne i den opsigtsvækkende sag om Forsvarets Efterretningstjeneste.
Samme år blev han og to Berlingske-journalister udvalgt blandt de nominerede til både FUJ-prisen og Danmarks mest prestigefyldte journalistpris, Cavlingprisen, for deres dækning af FE-sagen. Journalisterne afslørede de mørklagte anklager mod FE-chef Lars Findsen og tidligere forsvarsminister Claus Hjort Frederiksen og afdækkede, at myndighederne havde præsenteret Folketinget for intime detaljer om Lars Findsens sexliv.
I 2024 skiftede Lars Nørgaard Pedersen fra Berlingske til Jyllands-Posten, hvor han skulle være med til at formulere en ny strategi for Jyllands-Posten og genopbygge mediets gravergruppe.
I 2024 blev han med to Berlingske-kolleger udvalgt blandt de nominerede til både FUJ-prisen og Danmarks mest prestigefyldte journalistpris, Cavlingprisen, for at afdække, at Rigshospitalet over flere år havde påført sårbare patienter livsfarlige svampeinfektioner.

## Bøger
Forfatter til bogen For alt hvad du kært (2008) om kendte danskeres tro og kristne værdier.